# Cauricara velox
Cauricara velox là một loài bọ cánh cứng trong họ Tenebrionidae. Loài này được Peringuey miêu tả khoa học năm 1888.